# 周田村
周田村，是中华人民共和国江西省赣州市寻乌县澄江镇下辖的一个乡镇级行政单位。
2019年1月21日，寻乌县澄江镇周田村公布为第七批中国历史文化名村。
2019年6月6日，澄江镇周田村公布为第五批中国传统村落。